# Gheorghe Simionov
Gheorghe Simionov (n. 4 iunie 1950, Caraorman, România) este un fost canoist român, triplu campion mondial și laureat cu argint la Montreal 1976 cu echipajul de canoe C2 în cursa de 1.000 m.
Este fratele lui Toma Simionov.
Din 1991 este stabilit în Mexic, unde lucrează ca antrenor.

## Distincții
- Ordinul „Meritul Sportiv” clasa a II-a (18 august 1976) „pentru rezultatele deosebite obținute la Jocurile olimpice de vară de la Montreal – 1976, precum și pentru contribuția adusă la dezvoltarea activității sportive și la creșterea prestigiului sportului românesc pe plan internațional”[2]